# Bătălia de la Saumur (1940)
Bătălia de la Saumur a avut loc în ultima fază a Bătăliei Franței din timpul celei de-a doua conflagrații mondiale, când cadeții Școlii de ofițeri de rezervă de cavalerie comandați de colonelul Charles Michon s-au apărat de-a lungul râului Loara la Saumur și Gennes. Cadeții și militarii altor câteva unități militare care se retrăgeau din fața înaintării germane, au ținut piept timp de două zile invadatorilor. Dat fiind faptul că bătălia a avut loc după mesajul mareșalului Philippe Pétain prin care acesta a cerut încetarea focului pe 17 iunie 1940, evenimentul este considerat de unii istorici unul dintre primele acte ale Rezistenței.

## Contextul istoric
În luna mai 1940, forțele terestre franceze, belgiene și Corpul Expediționar Britanic care luptau în Belgia,  au fost încercuite de forțele germane, care executaseră o străpungere a frontului prin masivul împădurit Ardeni. Forțele încercuite la Dunkerque au fost evacuate pe calea apelor în cadrul Operațiunii „Dynamo”. La 28 mai, Belgia a capitulat. În acel moment, armata terestră franceză nu mai dispunea decât de cel mult 60 de divizii, 1.200 de tancuri și cu o foarte slabă acoperire aeriană.
La 10 iunie, linia defensivă franceză de pe râurile Somme și pe Aisne a cedat. Retragerea armatei franceze s-a transformat în debandadă, deși au existat și unele unități care nu au intrat în panică. În fața înaintării de nestăvilit a armatei germane, guvernul s-a retras la Bordeaux iar, pe 14 iunie, orașul Paris a fost declarat oraș deschis. Liderii francezi le-a cerut soldaților să reziste cu orice preț pe aliniamentul râurilor, pentru împiedicarea înaintării armatei germane spre sudul țării. Loara, date fiind așezarea, lățimea și adâncimea sa, trebuia să devină un obstacol major împotriva înaintării Wehrmachtului.
Sectorul dintre Candes-Saint-Martin (Indre-et-Loire) și  Le Thoureil (Maine-et-Loire) a fost repartizată Școlii de cavalerie de la Saumur comandată de colonelul Charles Michon. În acest sector se aflau patru poduri care constituiau puncte de traversare de importanță crucială pentru germani.
Pe data de 15 iunie 1940 însă, cadeții școlii de cavalerie au primit ordinul de evacuare a Saumurului și deplasarea spre Montauban. Colonelul Michon a refuzat însă să se retragă și și-a organizat subordonații pentru apărarea sectorului inițial repartizat școlii. Evacuarea a vizat numai personalul necombatant al școlii de cavalerie. În aceeași zi, Maxime Weygand a anunțat că refuză depunerea armelor de către armata franceză.
La data de 16 iunie 1940, germanii ajunseseră la Orleans, un oraș părăsit de civili, care fusese bombardat de aviația germană în mod repetat până la acea dată.. Podurile rutiere fuseseră distruse de geniștii francezi pentru împiedicarea înaintării germanilor spre sud. Dara podul de cale ferată de la Vierzon nu a fost distrus, ceea ce a permis în celor din urmă germanilor să traverseze Loara.
La data de 17 iunie 1949, mareșalul Pétain a adresat un mesaj armatei franceze cerându-le să înceteze luptele pentru a permite negocierea unui armistițiu. În aceste condiții, colonelul Michon și-a convocat ofițerii pentru ca să le explice situația. Cu toții doreau să continue rezistența armată în ciuda resurselor limitate și să se sacrifice pentru onoarea armatei francezei. Această acțiune urma să aibă loc în condițiile în care germanii ajunseseră deja la Nevers și La Charité-sur-Loire. Alături de luptele de apărare de pe Linia Maginot, luptele cavaleriștilor francezi pot fi considerate primele acte ale Rezistenței de pe teritoriul francez.
Pe 19 mai 1940, germanii ajunseseră la Gien, Beaugency și Sully-sur-Loire. În același timp localitățile Blois și Nantes, declarate „orașe deschise”, au fost ocupate de germani.

## Preludiu
Întâmplarea a făcut ca în zonă să se afle Divizia I de cavalerie germană. Bătălia de la Saumur a opus astfel absolvenții școlii germane de cavalerie cadeților școlii franceze. Germanii aveau 10.000 de soldați, tancuri, mașini blindate, artilerie și echipamentul divizional obișnuit, în vreme ce tabăra franceză era formată din 800 de cadeți, instructorii lor și un număr de soldați aflați în retragere, care au fost mobilizați pentru organizarea apărării.
Pe 18 iunie 1940, cadeții francezi au pus în poziții defensive două tunuri de 75 mm, 10 tunuri vechi de 25 mm, 35 de mitraliere, patru mortiere de 81 mm, șapte mortiere de 60 mm, cinci tancuri vechi din prima conflagrație mondială și 3 mașini blindate, cu care trebuiau să apere patru poduri și un front lung de 40 km pe malul de sud al Loarei.

## Bătălia
Elementele înaintate ale Diviziei I de cavalerie, singura divizie de cavalerie a Wehrmachtului, a ajuns în dreptul Saumurului înaintea miezului nopții. Pe malurile râului au ajuns la început subunități de  motociclete cu ataș și mașini blindate. Cadetul Hoube a deschis focul cu unul dintre tunurile de 25 mm împotriva blindatelor germane. Până în zori, fuseseră lovite șapte tancuri și două mașini blindate. Acesta a fost începutul unei lupte care avea să dureze până pe 20 iunie. Francezii au hotărât să distrugă podul rutier „Napoleon” de la Saumur și podul de cale ferată aflat la est de primul. Germanii au adus în zonă artileria și, în scurtă vreme, aproximativ 2.000 de proiectile au lovit orașul Saumur în următoarele două zile.
La Gennes, mai la vest de Saumur, podul rutier a fost de asemenea aruncat în aer imediat ce în zonă au apărut cercetașii germani. În seara zilei de 19 iunie, 50 transportoare germane au ajuns în zonă cu militari ai trupelor de asalt, care au încercat să forțeze cursul râului în bărci pneumatice, dar au fost respinși. După ce a doua zi dimineață pozițiile germane au fost întărite cu baterii de artilerie, s-a încercat din nou forțarea cursului râului cu plute și bărci. În ciuda crizei de muniție și disproporției de efective, francezii au reușit să apere cu succes malul sudic al Loarei.
La est de Saumur, germanii au încercat în zorii zilei, la ora 5:00, să traverseze râul și, în ciuda unor pierderi grele, au reușit să stabilească un cap de pod pe malul sudic al Loarei. În cele din urmă, germanii au fost opriți în înaintarea lor către Saumur de cadeții școlii de cavalerie și de cadeții unei școli de infanterie, care ajunseseră în zonă de puțin timp.
În cele din urmă, germanii care înaintau spre vest spre Angers au reușit să traverseze râul împotriva unei alte unități franceze și au cucerit orașul. La est, germanii au reușit de asemenea să traverseze râul spre Tours. După aceasta, germanii au executat o manevră spre sud, ocolind Saumurul. Comandantul german a luat hotărârea să depășească orașul, fără să intervină în luptă.
Armistițiul dintre cele două tabere au fost negociat pe 19 iunie, dar nu a fost semnat decât pe 22 iunie la Compiègne. În seara zilei de 20 iunie, colonelul Michon a ajuns la concluzia că militarii săi nu mai pot apăra Saumurul și a dat ordinul de retragere spre sud.

## Urmări
Germanii au intrat în Saumur în dimineața zilei de 21 iunie. Oarșul avea să fie eliberat în august 1944 de americanii conduși de un fost cadet al școlii, generalul George S. Patton, care studiase aici în 1912. Comandantul german, generalul Kurt Feldt, a evidențiat în raportul său rezistența cadeților francezi, el fiind cel care a făcut celebră expresia „cadeții Saumurului”. Cei 218 cadeți care au fost luați prizonieri de germani au fost eliberați în următoarele zile și nu au fost internați în lagăre de prizonieri. Școala a fost citată prin Ordin de zi de către Maxime Weygand. Orașul Saumur a fost decorat cu „Crucea de război 1939–1945” cu frunze de palmier, în ordinul de decorare menționându-se faptul că localitatea a devenit un simbol al patriotismului francez.
Printre soldații francezi căzuți în luptă s-a numărat organistul și compozitorul Jehan Alain .

## Resurse internet
- fr  Combat des Cadets de Saumur sur la Loire Arhivat în 24 aprilie 2011, la Wayback Machine.